# Alcoholic
«Alcoholic» es el tercer sencillo del álbum Love Is Here de la banda británica de rock alternativo Starsailor, lanzado en 2001.  Es conocido por ser una de las canciones más populares del grupo, y también por ser el primer sencillo que entró en la lista de los diez primeros del Reino Unido. En el respectivo DVD de Love Is Here, Walsh comenta que la popularidad de Alcoholic se debe al tema del alcoholismo dentro de una relación familiar tratado en la canción.

## Video musical
El ambiente con el que comienza el video es el de las afueras de una casa en una noche de lluvia y una imagen de James frente a un auto el cual tiene sus luces encendidas. La toma es entonces cambiada mostrando a la banda tocando en un garaje respirándose un ambiente introspectivo en la escena.  Más tarde el video muestra algunas escenas dentro de la casa en la cual todo está en desorden además de seguir lloviendo y tronando mientras que la cámara se mueve alrededor simulando el estado de una persona alcoholizada.  Después de todo, es visto desde una ventana en la última habitación a James cantando las últimas frases de la canción de un modo dramático mientras la lluvia sigue cayendo.

## Lista de canciones
CD 1
1. «Alcoholic»
2. «Alcoholic» (original)
3. «Let It Shine»
4. «Alcoholic» (video)

CD 2
1. «Alcoholic»
2. «Grandma's Hands»
3. «Good Souls» (Soulsavers remix)

7"
1. «Alcoholic»
2. «Let It Shine»

Casete
1. «Alcoholic»
2. «Grandma's Hands»

## Posicionamiento
| País        | Lista               | Posición |
| ----------- | ------------------- | -------- |
| Irlanda     | Irish Singles Chart | 42       |
| Reino Unido | UK Singles Chart    | 10       |